# Blake Lewis
Blake Colin Lewis (* 21. Juli 1981 in Redmond, Washington) ist ein US-amerikanischer Singer-Songwriter und Beatboxer. Im Jahr 2007 nahm er an der sechsten Staffel von American Idol teil und erreichte den zweiten Platz.

## Leben
Blake Lewis wurde am 21. Juli 1981 in Redmond (Washington) als Sohn von Dallas und Dinah Lewis geboren. Er ging auf die Kenmore Junior High und danach auf die Inglemoor High School. Früh interessierte er sich für Rap und Beatboxing. Er beherrscht Gitarre als auch Klavier und Schlagzeug und hatte Auftritte mit Bands und als Solokünstler.

## Karriere

### American Idol
Lewis nahm an der sechsten Staffel der US-amerikanischen Castingshow American Idol teil. Er erreichte das Finale, wo er Jordin Sparks unterlag.

#### Auftritte
| Show      | Lied                                                      | Originalinterpret                           |
| --------- | --------------------------------------------------------- | ------------------------------------------- |
| Audition  | Crazy                                                     | Seal                                        |
| Hollywood | Papa Was a Rollin’ Stone How Deep Is Your Love (Gruppe)   | The Temptations Bee Gees                    |
| Top 24    | Somewhere Only We Know                                    | Keane                                       |
| Top 20    | Virtual Insanity                                          | Jamiroquai                                  |
| Top 16    | All Mixed Up                                              | 311                                         |
| Top 12    | You Keep Me Hangin’ On                                    | The Supremes                                |
| Top 11    | Time of the Season                                        | The Zombies                                 |
| Top 10    | Lovesong                                                  | The Cure                                    |
| Top 9     | Mack the Knife                                            | Bobby Darin                                 |
| Top 8     | I Need to Know                                            | Marc Anthony                                |
| Top 7     | When the Stars Go Blue                                    | Ryan Adams                                  |
| Top 6 (1) | Imagine                                                   | John Lennon                                 |
| Top 6 (2) | You Give Love a Bad Name                                  | Bon Jovi                                    |
| Top 4     | You Should Be Dancing This Is Where I Came In             | Bee Gees                                    |
| Top 3     | Roxanne This Love When I Get You Alone                    | The Police Maroon 5 Robin Thicke            |
| Finale    | You Give Love a Bad Name She Will Be Loved This Is My Now | Bon Jovi Maroon 5 Jordin Sparks/Blake Lewis |

### Nach American Idol
Alle von Lewis gesungenen Songs wurden im Anschluss an die Show als Blake Lewis EP bei iTunes veröffentlicht. Die darin enthaltenen Songs You Give Love a Bad Name und Time of the Season konnten sich in den Billboard Hot 100 platzieren.
Lewis nahm an der 59 Konzerte umfassenden American Idols Live! Tour 2007 teil.
Das erste Soloalbum von Lewis erschien im Dezember 2007 A.D.D. (Audio Day Dream). Es erreichte Platz zehn der US-amerikanischen Albumcharts. Der Nachfolger Heartbreak on Vinyl wurde im Oktober 2009 veröffentlicht und konnte mit Chartplatz 135 nicht an den Erfolg des ersten Albums anknüpfen.
Your Touch, die erste Single seines dritten Albums Portrait of a Chameleon, erschien im März 2013. Sie erlangte international Bekanntheit durch die Verwendung in einem Werbespot für den Internet Explorer 10 von Microsoft.
2015 übernahm er Stimme und Beatbox in einer Single von Scott Bradlee’s Postmodern Jukebox, die ein Cover des Songs Radioactive der Musikgruppe Imagine Dragons darstellt.

## Diskografie

### Alben
- 2007: A.D.D. (Audio Day Dream)
- 2009: Heartbreak on Vinyl
- 2014: Portrait of a Chameleon

### EPs
- 2007: Blake Lewis

### Singles
- 2008: Break Anotha
- 2008: How Many Words
- 2009: Sad Song
- 2010: Heartbreak on Vinyl
- 2010: Till’ We See the Sun
- 2013: Your Touch
- 2014: Retro Romance